# Sanisera
Sanisera és una ciutat romana de Menorca citada per Plini el Vell a la seva Naturalis Historia quan diu:
Baliares funda bellicosas Graeci Gymnasias dixere. maior C
p. est longitudine, circuitu vero CCCCLXXV
 . ppa habet civium Romanorum Palmam et Pollentiam, Latina Guium et Tucim, et foederatum Bocchorum fuit. ab ea XXX
distat minor, longitudine XL,
 circuitu CL
. Civitates habet Iamonem, Saniseram, Magonem.
Traducció:
Les Balears, bel·licoses per la fona, van anomenar-les els grecs "Gymnasiai". La Major té una longitud de 100.000
passos i un contorn de 475.000;
comptant amb les poblacions següents: de ciutadans romans, Palma i Pol·lència; de ciutadania llatina, Guius i Tucis i va ésser ciutat federada Bocchoris. D'ella, dista 30.000
passos la Menor, amb una longitud de 40.000 passos
i un contorn de 150.000;
com a poblacions té Iamo, Sanisera i Mago.
La seva ubicació va ésser discutida durant molt temps, fins que a mitjan segle xx va ésser relacionada amb les ruïnes romanes tardoantigues trobades en el lloc que rep el nom de port de Sanitja (Es Mercadal), a la costa nord de l'illa, on recentment ha aparegut també un campament romà republicà.
No obstant això, la grandària de les restes trobades, entre les quals probablement es troba una basílica paleocristiana, es desdiu de la importància que sembla atorgar-li Plini i la semblança entre els vocables Sanisera i Sanitja, en el qual es basen alguns investigadors, no sembla realment ser gaire concloent, la qual cosa ha portat a altres arqueòlegs, a rebutjar que les esmentades ruïnes siguin les d'aquesta població, que creuen més probable es trobi al fons del veí port de Fornells, igual que Mago, l'actual Maó, es troba al fons d'un gran port natural i Iamo, l'actual Ciutadella, en un altre. En aquest cas, podria potser relacionar-se amb les ruïnes d'una gran basílica paleocristiana, amb el que sembla un nucli urbà al seu voltant, coneguda com es Cap des Port (Fornells, es Mercadal).